# Nori Sawa
Nori Sawa (* 26. října 1961, Sapporo, Japonsko) je japonský loutkář, herec, režisér a vysokoškolský pedagog.

## Život a dílo
Narodil se na ostrově Hokkaidó v Japonsku. Po studiích střední a vysoké umělecké školy nastoupil kariéru středoškolského učitele na dívčí střední škole. Již od mala se věnoval loutkovému divadlu a proto využil nabídku japonského Ministerstva zahraničí a vycestoval do Evropy. Na loutkovém festivalu v Charleville-Meziéres se setkal s Josefem Kroftou, který vedl workshop pro skupinu studentů loutkového divadla z různých zemí. Od roku 1993 žije v České republice.
Má v repertoáru několik sólo představení, která dokáží vyprávět jazykem loutkového divadla velké příběhy světového dramatu, například Višňový sad, Macbeth nebo Král Lear. Beze slov, jen pohybem, hudbou, loutkami a hrou světel. Tento styl je vlastní i japonským legendám z časů jeho dětství, o princezně Kaguye, Ninjovi nebo rybáři Urashimovi. Především dětem jsou pak určeny jeho pohádky. Vystupoval již ve více než 25 zemích, každoročně je hostem mezinárodních festivalů v Evropě, Asii i Americe.
Pravidelně vyučuje a vede workshopy ve školách v Evropě, Americe i Asii, např. na DAMU, Stanford University (USA), London Puppetry School (UK) a další. Workshopy jsou zaměřeny na různé věkové skupiny od dětí, po mladé i starší profesionály i seniory. Je členem UNIMA (Mezinárodní loutkářská unie), držitel Ceny Franze Kafky (1999), má dceru Marii, která se rovněž věnuje herectví.

## Režie a scénografie
- 2012 představení Rybář Urashima, Loutkové divadlo Maribor
- 2013 představení Piskač z Hamelina, Loutkové divadlo Maribor
- 2013 pouliční představení Vlkoryb, produkce ART Prometheus, Praha